# Европейская пиратская партия
Европейская пиратская партия (англ. European Pirate Party, PPEU) — объединение пиратских партий в рамках Европейского союза и вне его пределов.

## История
Партия была основана 21 марта 2014 года в здании Европейского парламента в Брюсселе во время конференции «Управление Интернетом в Европе и за его пределами» (англ. European Internet Governance and Beyond). Первым председателем партии была избрана Амелия Андерсдоттер из Пиратской партии Швеции. В период с 2018 года по 2019 года председателем партии была Маркета Грегорова. С 2019 года председателем партии был избран Микулаш Пекса.
Избранные члены партии входят во фракцию Европейского парламента «Зелёные — Европейский свободный альянс».

## Члены партии
- Пиратская партия Австрии
- Чешская пиратская партия
- Пиратская партия Эстонии
- Пиратская партия Финляндии
- Пиратская партия Франции
- Партия пиратов Германии
- / Пиратская партия Каталонии
- Пиратская партия Греции
- Пиратская партия Люксембурга
- Пиратская партия Словакии
- Пиратская партия Словении
- Пиратская партия Польши
- Пиратская партия Италии
- Пиратская партия Нидерландов
- Пиратская партия Швеции

#### ВнеЕС
- Пиратская партия Исландии

### Наблюдатели
- Пиратский интернационал
- Молодые пираты Европы
- Пиратская группа в Европейском парламенте
- / Пиратская партия Баварии
- / Пиратская партия Бранденбурга
- Пиратская партия Потсдама
- Пиратская партия Бельгии
- Пиратская партия Японии
- Партия двухвостой собаки[4].
- Пиратская партия Сербии

## Бывшие члены
- Пиратская партия Румынии — прекратила своё существование, членство прекращено в 2020[5].
- Пиратская партия Хорватии — прекратила своё существование, членство прекращено в 2020[5].
- Пиратская партия Испании — прекратила своё существование, членство прекращено в 2023.
- Пиратская партия Норвегии — членство прекращено в 2024, в связи с отсутствием членских выплат в течение двух лет подряд[6].
- Пиратская партия Швейцарии — членство прекращено в 2024, в связи с отсутствием членских выплат в течение двух лет подряд[6].